# La Chapelle-Bouëxic
 La Chapelle-Bouëxic  es una población y comuna francesa, situada en la región de Bretaña, departamento de Ille y Vilaine, en el distrito de Redon y cantón de Maure-de-Bretagne.

## Historia

### Época galo-romana
Durante las obras realizadas en el pueblo, se descubrieron subestructuras y zanjas; se recogieron tegulae y fragmentos de cerámica común. El yacimiento se interpreta como parte de un complejo agrícola galo-romano. También se descubrió un pozo galo-romano, con tegulae, piedras y herramientas de madera, no lejos del edificio mencionado.

## Demografía
| 712 | 656 | 629 | 599 | 670 | 809 |
| Para los censos de 1962 a 1999 la población legal corresponde a la población sin duplicidades (Fuente: INSEE [Consultar]) |     |     |     |     |     |